# 주미국 러시아 대사관
주미국 러시아 대사관(러시아어: Посольство России в США, 영어: Embassy of Russia, Washington, D.C.)은 러시아 외무부가 미국의 수도인 워싱턴 D.C.에 설치한 대사관이다. 해당 외교관의 소재지는 워싱턴 D.C의 N.W. 위스콘신 애비뉴 2650번지에 위치해 있다. 이 대사관이 가지고 있는 산하 총영사관으로는 주뉴욕 러시아 총영사관과 주휴스턴 러시아 총영사관 등 2곳만 산하로 둔다. 과거에는 시애틀, 샌프란시스코 등 미국 서부 지역에도 총영사관을 운영한 적이 있다.

## 대사관저
주미국 러시아 대사관의 관저는 워싱턴 D.C. 노스웨스트 16번가 1125번지에 위치한다. 1910년에 건설된 해당 보자르 저택은 1913년부터 1994년까지 러시아 혹은 소련 주재 대사관 등으로 다양하게 소임한 적이 있다. 자세한 사항은 해당 영어 위키백과 관련 페이지를 참고하라.

## 갤러리

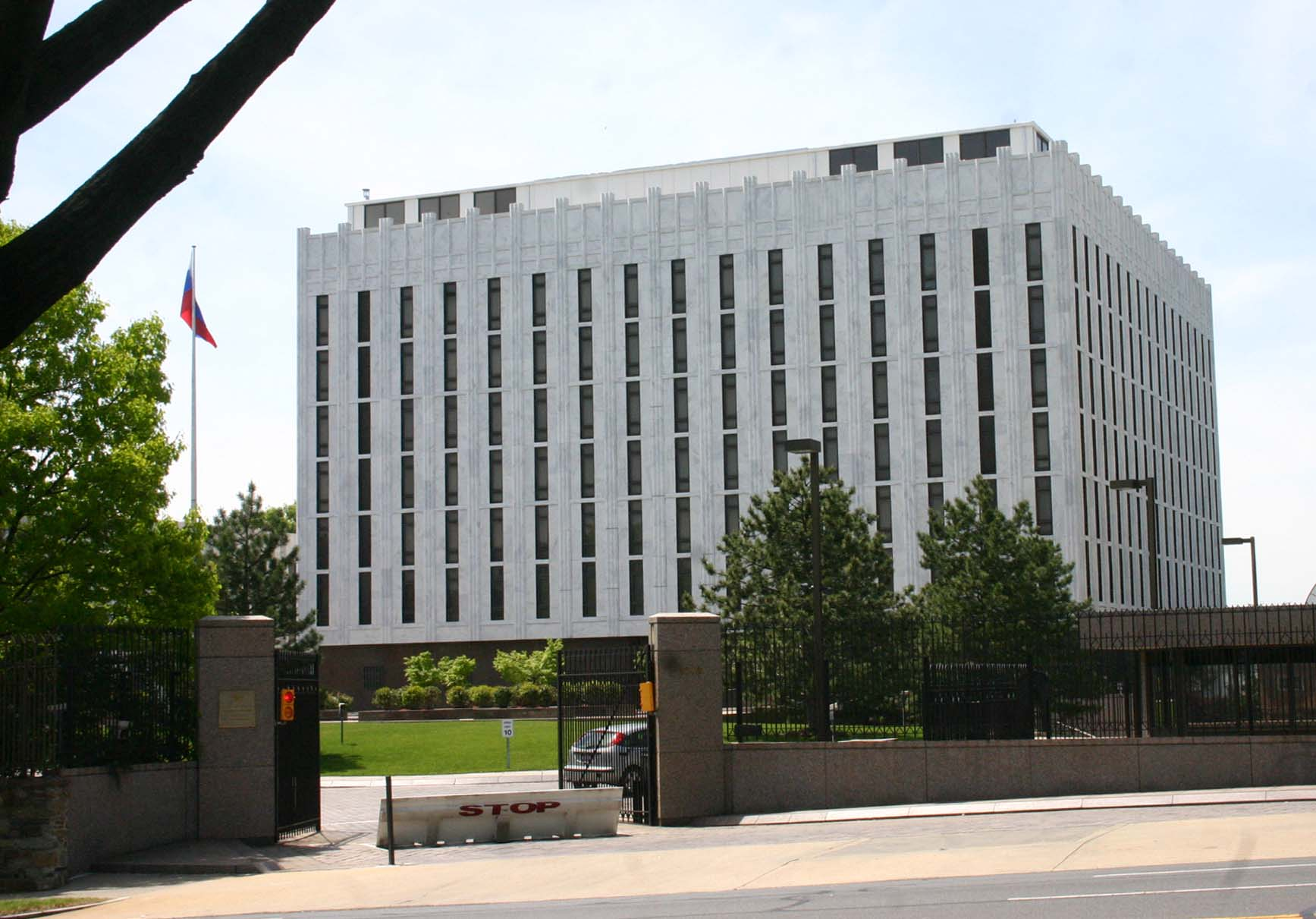
주미국 러시아 대사관 본관
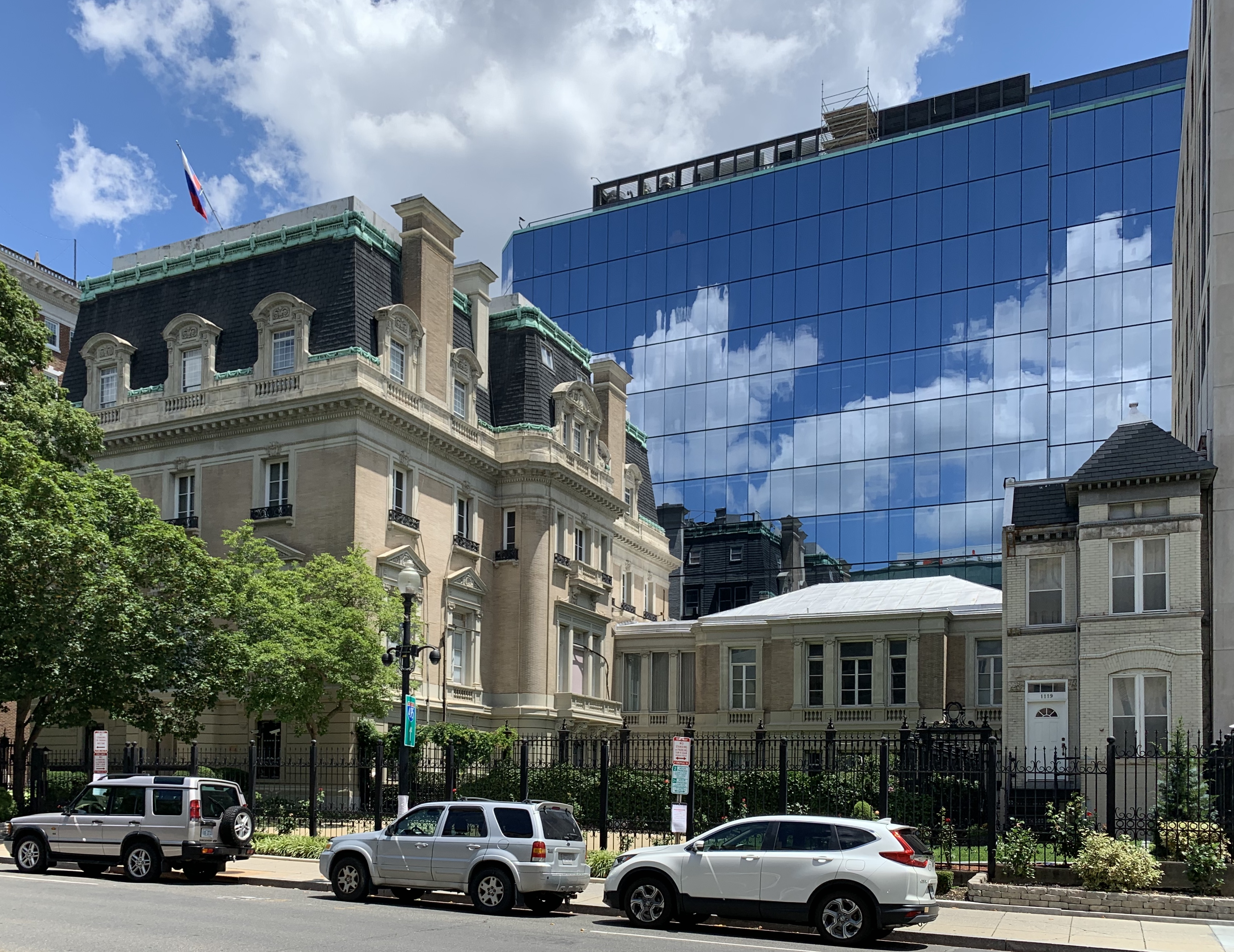
주미국 러시아 대사관 관저
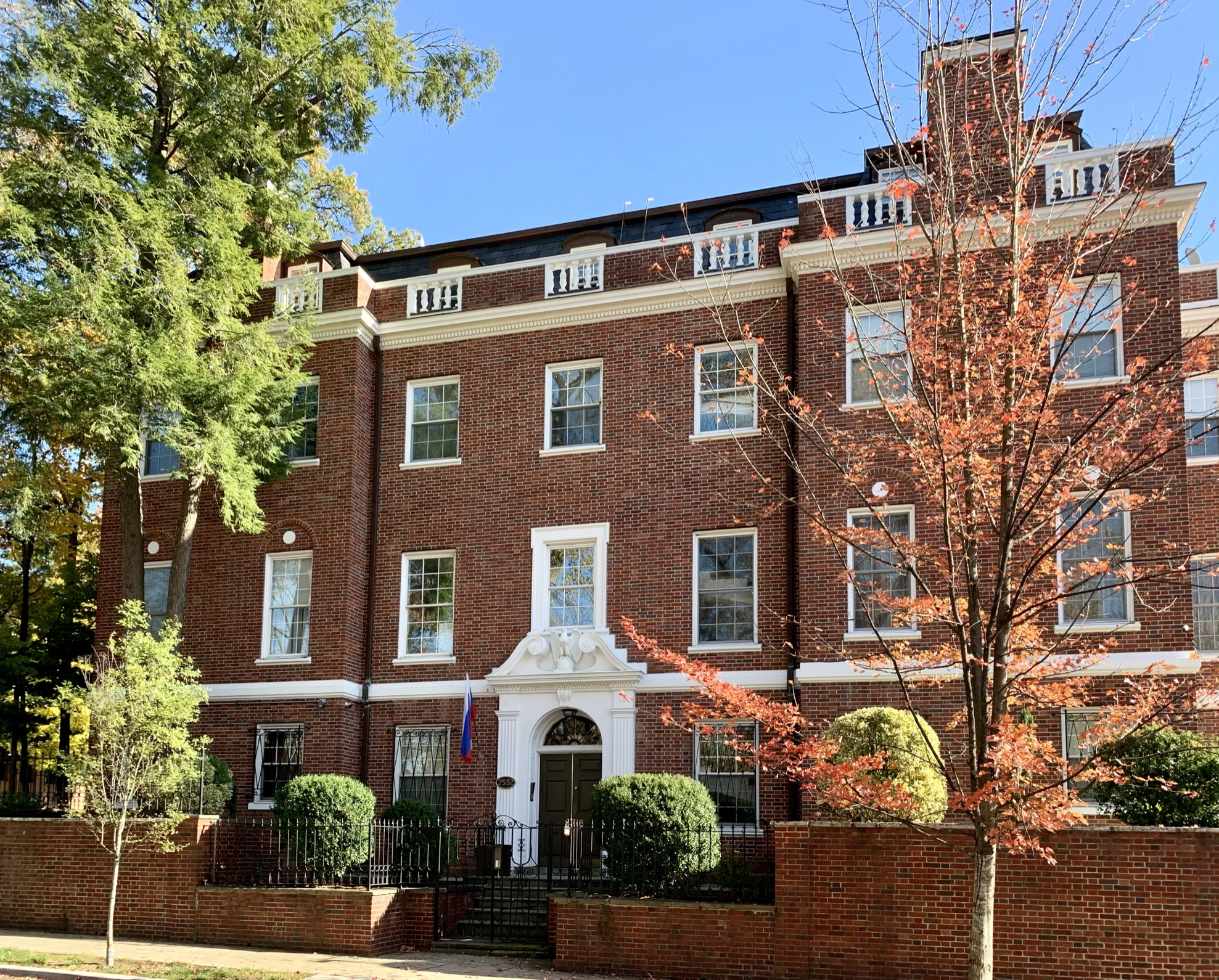
주재무관사무소
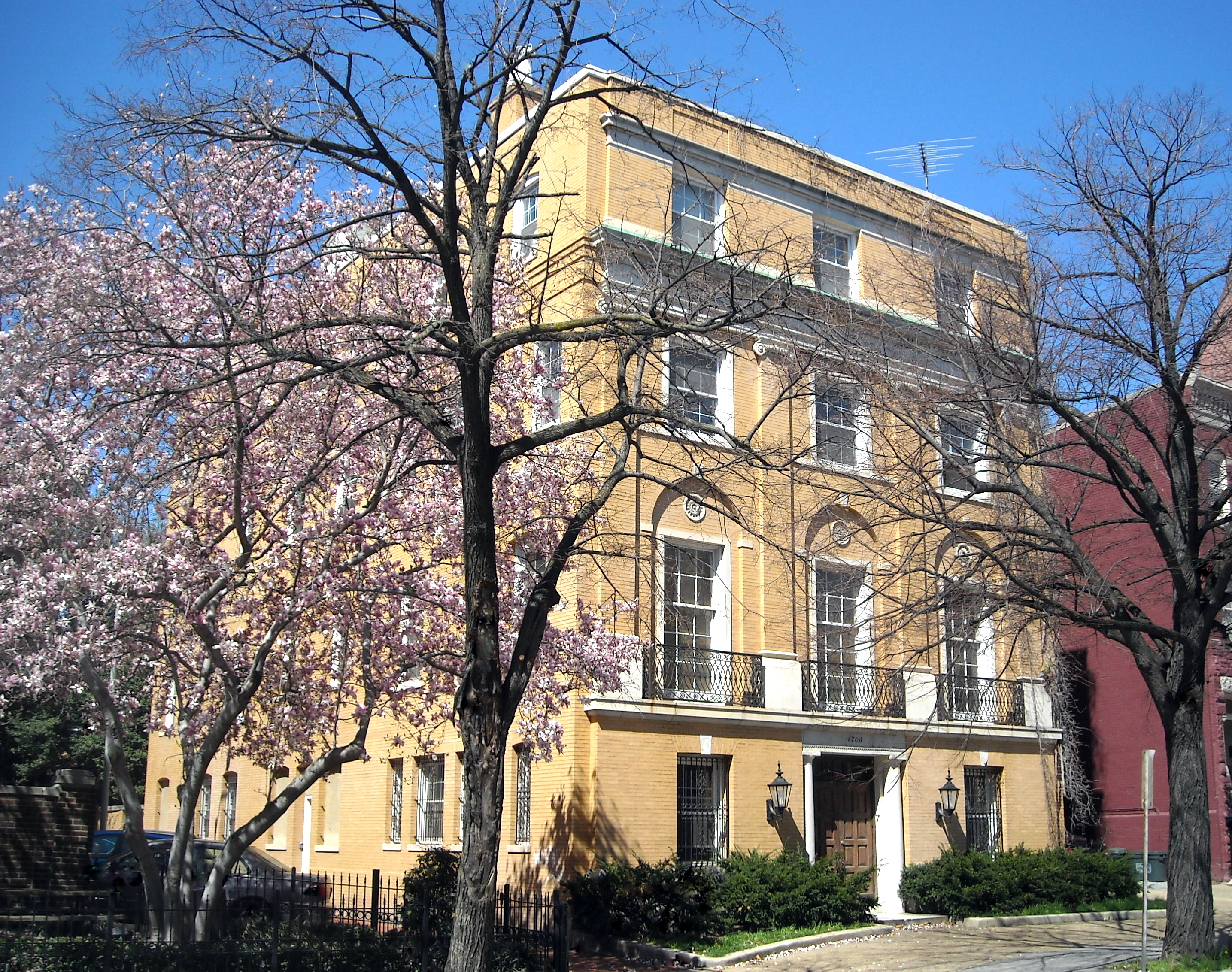
안내소
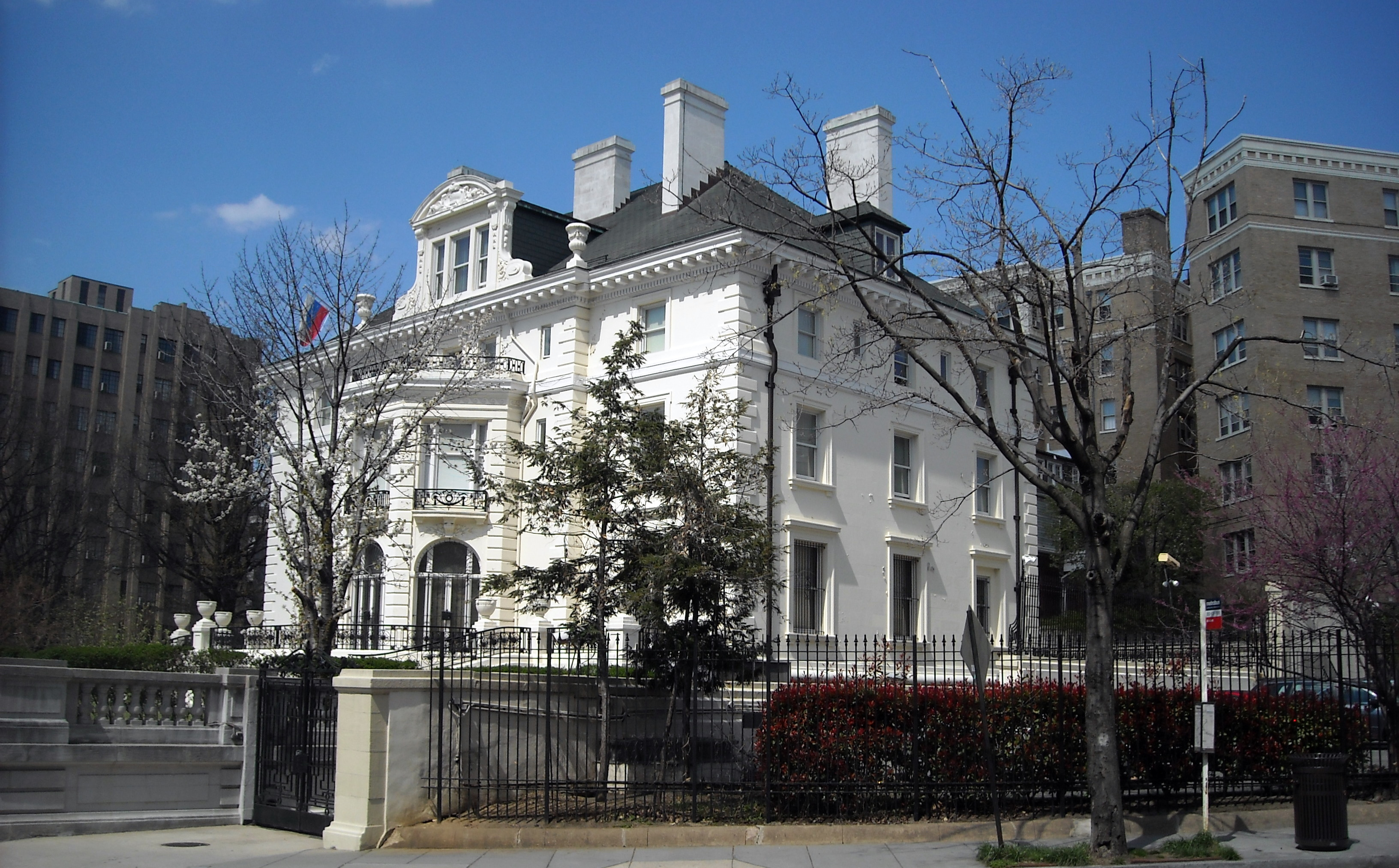
통상대표 (로스롭 맨션(영어판))
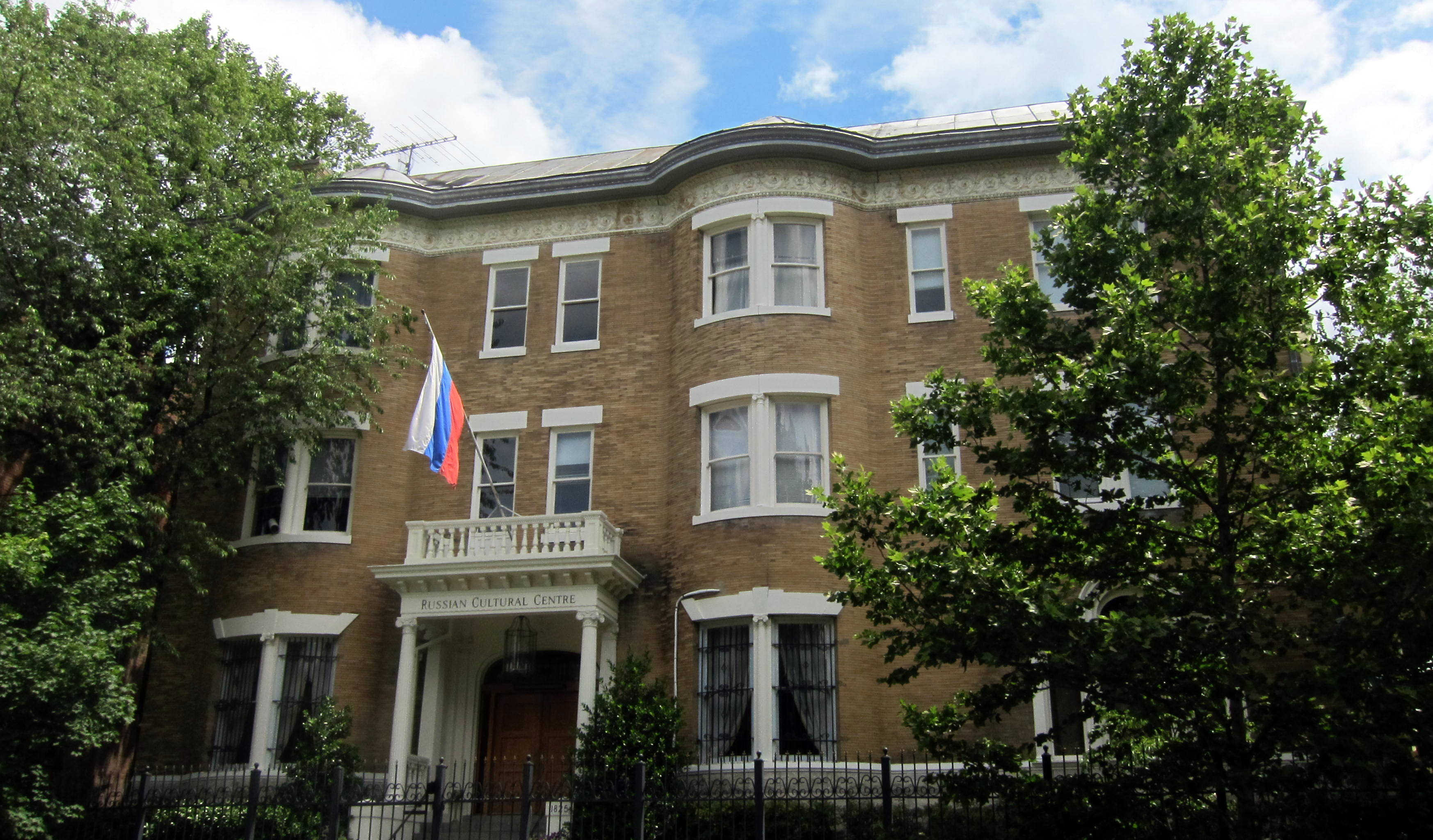
러시아 문화센터(영어판)

## 같이 보기
관련 항목
- 주유엔 러시아 상주대표부(영어판)
- 러시아의 재외공관 목록
- 미국-소련 관계(영어판)
- 러시아-미국 관계
- 주러시아 미국 대사관(영어판)

워싱턴 D.C.에 설치한 다른 대사관
- 주미국 대한민국 대사관
- 주미국 일본 대사관
- 주미국 중국 대사관
- 주미국 몽골 대사관
- 주미국 이란 대사관
- 주미국 멕시코 대사관
- 주미국 캐나다 대사관(영어판)
- 주미국 타이베이 경제문화대표처
- 주워싱턴 퀘벡 정부 대표부
- 주워싱턴 홍콩 경제무역대표부